# Nova Rosalândia
Nova Rosalândia is een gemeente in de Braziliaanse deelstaat Tocantins. De gemeente telt 3.956 inwoners (schatting 2009).
De gemeente grenst aan Pium, Paraíso do Tocantins, Fátima, Cristalândia en Porto Nacional.